# IBM PS/2

PS/2 порти миші і клавіатури

IBM PS/2 (англ. IBM Personal System/2) — серія персональних комп'ютерів компанії IBM на процесорах Intel 286 і 386 серій, основним ринковим завданням якої було витіснення з ринку інших виробників. Головним способом досягнення цієї мети стало використання закритих стандартів, зокрема шини MCA (Micro Channel Architecture). Проте очікування компанії не виправдалися — старі відкриті технології були вдосконалені конкурентами IBM і виявилися живучішими.
Проте, ряд нововведень PS/2 прижилися:
- нові роз'єми PS/2 для миші і клавіатури
- дискети 3.5" замість старих 5"
- стандарт VGA
- модулі SIMM з 72 контактами
- операційна система OS/2
- кодова сторінка CP 850[en] (для західноєвропейських мов[en]) замість CP 437